# Portret van Marguerite van Mons
Théo van Rysselberghe schilderde het Portret van Marguerite van Mons van de toen tienjarige Marguerite (de dochter van een bevriend gezin) in zijn impressionistische periode. Het is een van de vele portretten die de schilder rond 1886 produceerde.

## Achtergrond
Théo van Rysselberghe was bevriend met Emile van Mons, advocaat en bekend kunstliefhebber, en schilderde diens dochter Marguerite in juni 1886. Eerder had hij al een portret gemaakt van haar zus Camille, dat tegenwoordig deel uitmaakt van de collectie van het Niedersächsisches Landesmuseum in Hannover.
Het portret toont Marguerite in een eenvoudige zwarte jurk voor een pastelblauwe deur waarop een aantal vergulde ornamenten zijn aangebracht. Het schilderij ontleent zijn kracht aan de mysterieuze blik in de ogen van het meisje en de schitterend uitgewerkte achtergrond die volledig ten dienste staat van het model.
De portretten van Van Rysselberghe uit deze periode worden vaak vergeleken met de werken van Whistler, maar ook Velázquez, die zowel door Van Rysselberghe als Whistler bewonderd werd, vormde een inspiratiebron.